# 너름새
너름새는 판소리 창자(唱者)가 사설의 내용에 따라서 극적인 표현을 잘 구사하여 관중을 웃기기도 하고 울리기도 할 수 있는 연기력을 가리키는 말이다.
판소리 광대(廣大)가 갖추어야 할 인물·사설·득음(得音)·너름새 이상 네 가지 조건 중의 하나인데, 이 말은 신재효의 〈광대가〉에 “너름새라 하난 거시, 귀셩 기고 밉시 있고, 경각(頃刻)의 쳔듸만상(天態萬像), 위션위귀(爲仙爲鬼) 쳔변만화(千變萬化), 좌상(座上)의 풍류 호걸(風流豪傑), 귀경하는 노소남녀(老小男女), 울게 하고 웃게 하고, 이 귀셩 이 밉시가, 엇지 아니 어려우며”라고 설명되어 있다. 신재효의 광대가에 나오는 너름새라는 말은 현재 잘 쓰이지 않고, 대신 발림이란 용어가 너름새의 뜻으로 사용되고 있다.